# Lidia Thorpe
Lidia Alma Thorpe (Carlton, Victòria, 18 d'agost de 1973) és una política australiana d'origen aborigen. Com a representant dels Verds australians, jurà el càrrec de senadora a l'agost del 2022 al parlament federal de l'estat de Victòria. És la primera senadora aborigen de Victòria i, des del juny de 2022, exerceix com a líder adjunta dels Verds al Senat.
Thorpe ja havia estat anteriorment membre del Parlament victorià. En guanyar les eleccions parcials de l'estat de Northcote el 18 de novembre de 2017, es va convertir en la primera dona aborigen elegida al parlament de l'estat i va ser aleshores membre de la divisió de Northcote a l'Assemblea Legislativa entre 2017 i 2018.
Thorpe ha creat repetidament diverses controvèrsies per les seves declaracions sobre la monarquia britànica, la bandera i el parlament d'Austràlia.